# Irmgard Smits
Irmgard Smits (Heerlen, juli 1954) is een Nederlandse schrijfster van jeugdliteratuur.

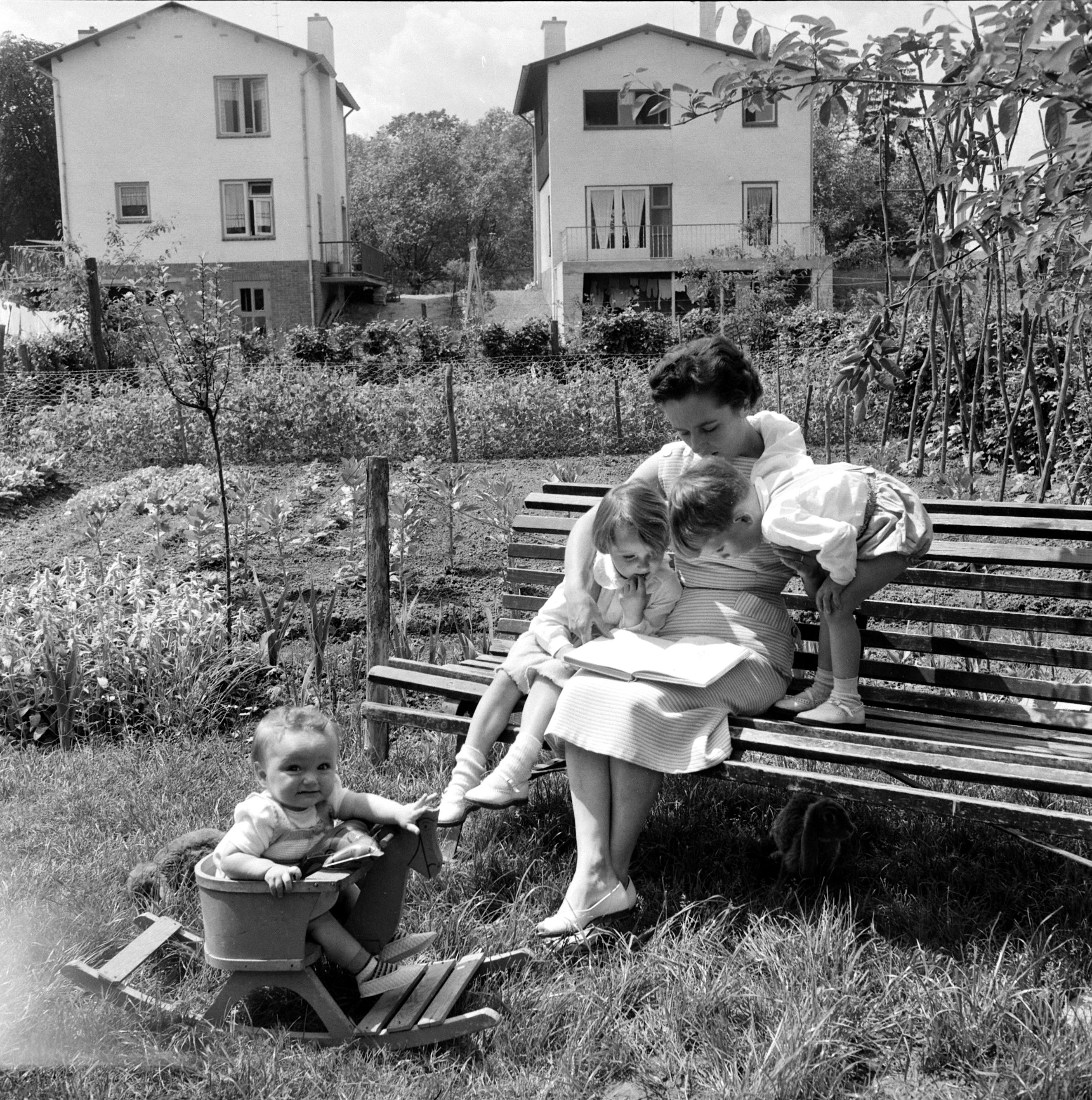
Moeder Anny Smits-Nijhof met haar kinderen

Zij schreef bij uitgeverij West-Friesland Witte Raven jeugdpockets voor lezers van 10 tot 14. Haar eerste boek verscheen in 1966 toen zij pas twaalf jaar oud was. Door dat opmerkelijke feit werd zij beroemd als ‘Nederlands jongste schrijfster’, verscheen op radio en televisie en in verschillende dag- en weekbladen werden artikelen over haar geschreven.
Haar debuut Blijf lachen Irmgard is gebaseerd op haar eigen ervaringen als TBC-patiënt in sanatorium Hornerheide in Horn. Daarna schreef ze nog zeven boekjes in de Irmgard-reeks en twee in de Babs-reeks. Smits  schreef tot haar twintigste. Na haar schrijverscarrière is ze gaan werken als operatieassistent. Later was ze manager van het operatiecentrum van het UMCG in Groningen.